# Željko Poljak (liječnik)
Željko Poljak (Zagreb, 9. rujna 1926. – Zagreb, 8. siječnja 2024.) bio je hrvatski liječnik i publicist. Planinarski je pisac i teoretičar. Bavio se i kroatistikom.

## Životopis
Studirao je na Filozofskom i Prirodoslovno-matematičkom te 1952. diplomirao na Medicinskom fakultetu. Do mirovine radio je na ORL klinici Šalata u Zagrebu kao specijalist otorinolaringolog, subspecijalnost alergologija i klinička imunologija. Stupanj doktora znanosti stekao je 1969., habilitirao 1971., naslov primarijusa stekao 1972., za sveučilišnog profesora izabran je 1976., za člana Akademija medicinskih znanosti Hrvatske 1981., člana Društva hrvatskih književnika 1996., za začasnog člana Hrvatskog liječničkog zbora 1997. Na Medicinskom fakultetu je organizirao i vodio postdiplomske studije ORL (od 1977.) i Alergologija i klinička imunologija (od 1979.), bio predsjednik Sindikata kliničkim medicinskih znanosti  (od 1975.) i predsjednik Odbora za nostrifikaciju diploma (od 1982.). U Kliničkom bolničkom centru Zagreb bio je predsjednik Stambene komisije (od 1969.), Komisije za reizbor rukovodećih kadrova (od 1970.) i Komisije za reorganizaciju uprave (od 1970.). U Hrvatskom liječničkom zboru bio je 12 godina član Glavnog odbora (od 1990.), predsjednik Alergološke sekcije (1978.), potpredsjednik Sekcije za alkoholizam (od 1980.), osnivač Hrvatskog društva za medicinsko nazivlje (1992.), Literarnog kluba (2002.) i planinarskog kluba (1995.) te obnovitelj Hrvatskog likovnog društva liječnika. U Udruženju alergologa i kliničkih imunologa Jugoslavije bio je tajnik (od 1969), u Ligi za borbu protiv pušenja potpredsjednik (od 1987.). Objavio je oko 120 znanstvenih i stručnih radova, bio urednik »Liječničkog vjesnika« (1975-1978.), predsjednik Izdavačkog savjeta »Sveučilišnog vjesnika« (od 1983.), urednik desetka stručnih zbornika i udžbenika, od 1991. je urednik »Liječničkih novina«. Važnija djela iz kroatistike: Hrvatski književnik Ivo Andrić, 2002., Karlobaške ljekaruše, 2008. Nikad nije bio član nijedne političke stranke. Publicistikom se počeo baviti 1950. i dosad napisao preko tisuću raznih članaka, često polemičkog karaktera, u više od 70 časopisa i novina.  
Planinarenjem se počeo baviti 1947. u Planinarskoj sekciji FD »Dinamo« u Zagrebu, bio je član PD-a »Zagreb« od osnutka 1948., suosnivač PD-a Sveučilišta »Velebit« 1950., osnivač i predsjednik PD KBC-a »Maksimir« 1986., osnivač Planinarskog kluba Hrvatskog liječničkog zbora 1995.,  predsjednik FD »Medicinar«. Član je vodstva Hrvatskoga planinarskog saveza neprekidno više od 60 godina (od 1959.) kao član izvršnog odbora, predsjednik njegovih komisija za GSS, za izdavačku djelatnost i za ekspedicije, predsjednik saveza (1981- 1983.), od 1959. do 2000. neprekidno urednik »Hrvatskog planinara« (prije „Naših planina“), zatim do 2012. član nadzornog odbora. 
Pisao je za list Hrvatski planinar u kom je objavio mnoštvo članaka (Ekskurzija u Austrijske ledene jame; Proslava 60-godišnjice društva za raziskovanje jam Slovenije; O Velebitu iznutra).
Nosilac je Zlatnog znaka hrvatskog, slovenskog i BH-planinarskog saveza, Trofeja za fizičku kulturu Hrvatske, Ordena zasluga za narod sa srebrnim zrakama, Reda Danice hrvatske s likom Franje Bučara, Trofeja Međunarodnoga olimpijskog odbora »Sport and Environment«, počasni član HPS itd.
Planinarski je pisac i teoretičar. Objavljuje planinarske vodiče (Klek, 1959.; Učka, 1967.; Velebit, 1969.; Medvednica, 1970.; Planine Hrvatske, 1974. – 2007. sedam izdanja, Zlatna knjiga Hrv. planinarstva, 2004., 50 najljepših planinarskih izleta u Hrvatskoj, 2000. – 2008. četiri izdanja itd.), The Mountains along the Croatian Coast (2002.), Kuestengebirge Kroatiens (2002.) i povijesnih djela (Hrvatsko planinarstvo, 1975.; Slike iz povijesti hrvatskog planinarstva, 1987. Trasirao je Velebitski planinarski put (1969.) i hrvatsku planinarsku transverzalu (1970.). Bavi se planinarskom fotografijom. Sa svojim dijapozitivima održao je više stotinu predavanja. U studentskim danima bavio se kao član AO PDS-a »Velebit« alpinistikom (prvenstveni usponi u Prokletijama i Dinari). Sistematski je proučio sve hrvatske planine i mnoga europska gorja (Pireneji, Apenini, Alpe, Tatre, Karpati, Skandinavija, britansko otočje, Iberski poluotok, balkanske zemlje), a izvan Europe je kao svjetski putnik planinario po Armeniji, Anadoliji, Kurdistanu, Mongoliji, Iranu, Sundajskom otočju, Stjenjaku, džunglama Yucatana, polinezijskim vulkanima i Himalaji. Prvi je istaknuo hrvatsku zastavu na jednom himalajskom vrhuncu (u Annapurni, 1971.).

Planinarstvo mu služi kao sredstvo znanosti, a planinarska organizacija kao uporište u borbi za zaštitu prirode. Planinarstvo smatra sastavnim dijelom nacionalne kulture, a planinarsku književnost sastavnim dijelom nacionalne književnosti, što je dokumentirao u knjizi "Hrvatska planinarska književnost" (1994.) u kojoj je obuhvatio mnoge pisce.
Autobiografske knjige:
- Tri rinologa, 2003.
- Život na planinarski način, 2005.
- Liječničke svaštice, 2017.